# Adsumus
Adsumus (lat. „Hier sind wir“) heißt, nach seinem Anfangswort, das Gebet, mit dem zu Beginn von Konzilien und Synoden der römisch-katholischen Kirche der Beistand des Heiligen Geistes angerufen wird. Beim Zweiten Vatikanischen Konzil wurde es von den Konzilsvätern vor jeder Sitzung gebetet. Es handelt sich um eine der wenigen Orationen im engeren Sinne, die sich an den Heiligen Geist richten.
Es ist zu unterscheiden von der Aussage Adsum, mit der Kandidaten beim Weiheritus ihre Bereitschaft bekunden.

## Text
Lateinisch:
Adsumus, domine Sancte Spiritus, adsumus peccati quidem immanitate detenti, sed in nomine tuo specialiter congregati. Veni ad nos et esto nobiscum et dignare illabi cordibus nostris! Doce nos, quid agamus, quo gradiamur, et ostende, quid efficere debeamus, ut te auxiliante tibi in omnibus placere valeamus. Esto solus suggestor et effector iudiciorum nostrorum, qui solus cum Deo Patre et eius Filio nomen possides gloriosum!
Non nos patiaris perturbatores esse iustitiae, qui summam diligis aequitatem. Non in sinistrum nos ignorantia trahat, non favor inflectat, non acceptio muneris vel personae corrumpat, sed iunge nos tibi efficaciter solius tuae gratiae dono, ut simus in te unum et in nullo deviemus a vero. Quatenus in nomine tuo collecti, sic in cunctis teneamus cum moderamine pietatis iustitiam, ut et hic a te in nullo dissentiat sententia nostra et in futurum pro bene gestis consequamur praemia sempiterna. [Praestante domino nostro Deo Patre, qui cum Filio atque tecum regnat et gloriatur, per infinita saecula saeculorum.] Amen.
Deutsch:
Hier sind wir, Herr, Heiliger Geist. Hier sind wir, mit ungeheueren Sünden beladen, doch in deinem Namen ausdrücklich versammelt. Komm in unsere Mitte, sei uns zugegen, ergieße dich mit deiner Gnade in unsere Herzen! Lehre uns, was wir tun sollen, weise uns, wohin wir gehen sollen, zeige uns, was wir wirken müssen, damit wir durch deine Hilfe dir in allem wohlgefallen! Du allein sollst unsere Urteile wollen und vollbringen, denn du allein trägst mit dem Vater und dem Sohne den Namen der Herrlichkeit.
Der du die Wahrheit über alles andere liebst, lass nicht zu, dass wir durcheinanderbringen, was du geordnet hast! Unwissenheit möge uns nicht irreleiten, Beifall der Menschen uns nicht verführen, Bestechlichkeit und falsche Rücksichten uns nicht verderben! Deine Gnade allein möge uns binden an dich! In dir lass uns eins sein und in nichts abweichen vom Wahren! Wie wir in deinem Namen versammelt sind, so lass uns auch in allem, vom Geist der Kindschaft geführt, festhalten an der Gerechtigkeit des Glaubens, dass hier unser Denken nie uneins werde mit dir, und in der Welt, die da kommt, für rechtes Tun wir ewigen Lohn empfangen! [Dies gewähre unser Herr, Gott der Vater, der mit dem Sohn und mit dir herrscht und verherrlicht wird von Ewigkeit zu Ewigkeit!] Amen.
Älteste Handschriften überliefern einen leicht abweichenden Wortlaut, dem auch die vollständige Doxologie entnommen ist.

## Inhalt
Das Gebet drückt die Bereitschaft der Betenden aus, sich dem Heiligen Geist zur Verfügung zu stellen, enthält ein kurzes Sündenbekenntnis, das Bekenntnis zur Versammlung im heiligen Geist, die Bitte um das Kommen und das Hineinsenken des Geistes in die Herzen der Betenden, die Bitte um Belehrung und Richtungsweisung sowie die Gaben des rechten Handelns und der rechten Urteilskraft, um dem Heiligen Geist in allem gefallen zu können. Eine kleine Doxologie schließt den ersten Teil ab.
Der zweite Teil entfaltet die Bitten um das, was nötig ist, um dem Heiligen Geist zu gefallen: Der heilige Geist möge die Betenden nicht gegen die Gerechtigkeit handeln lassen und sie vor den Gefahren der Unwissenheit, der Begünstigung, der Bestechlichkeit oder des Ansehens der Person bewahren. Vielmehr solle er allein durch seine Gnade die Betenden in seine Gemeinschaft hineinnehmen und in der Wahrheit erhalten. Der Schluss drückt die Hoffnung aus, im Namen des Geistes versammelt die Gerechtigkeit bewahren zu können und dereinst für gutes Handeln ewigen Lohn zu empfangen.

## Geschichte
Die Oration Adsumus weist typische Elemente der mozarabischen Gebetstradition auf und ist auch zuerst in westgotischen Ordines aus der Mitte des 7. Jahrhunderts greifbar. Als Verfasser wurde Isidor von Sevilla vermutet, gesichert ist jedoch nur eine Entstehung in dessen historischem und theologischem Umfeld.

## Liturgischer Ort
Konzilien sind nach ihrem Selbstverständnis „Versammlungen im Heiligen Geist“ und als solche liturgische Feiern. Ihr Ordo sieht vor, dass am ersten Tag eines Konzils der Bischof nach der Votivmesse zum Heiligen Geist und dem Psalm 69 mit der Antiphon Exaudi nos, zum Altar gewandt, das Adsumus als Eröffnungsoration spricht, gefolgt von der Oration Omnipotens sempiterne Deus. Dann stimmen Kantoren die Allerheiligenlitanei an und der Diakon singt das Evangelium von der Aussendung der Jünger (Lk 9,1–6), bevor der Bischof mit dem Hymnus Veni creator spiritus wiederum den heiligen Geist anruft. Es folgen eine Ansprache, Ermahnungen und die Vereidigung der Teilnehmer.